# Lupsault
Lupsault ist eine französische Gemeinde mit 111 Einwohnern (Stand: 1. Januar 2022) im Département Charente in der Region Nouvelle-Aquitaine (vor 2016 Poitou-Charentes); sie gehört zum Arrondissement Confolens und zum Kanton Charente-Nord. Die Einwohner werden Supisultiens oder Lupsaultiens genannt.

## Geographie
Lupsault liegt etwa 27 Kilometer nordnordwestlich von Angoulême und wird umgeben von den Nachbargemeinden Les Gours im Norden, Saint-Fraigne im Nordosten und Osten, Oradour im Südosten und Süden, Barbezières im Süden und Südwesten sowie Chives im Westen.

## Bevölkerungsentwicklung
| Jahr                       | 1962 | 1968 | 1975 | 1982 | 1990 | 1999 | 2006 | 2019 |
| Einwohner                  | 250  | 228  | 192  | 151  | 160  | 132  | 126  | 104  |
| Quellen: Cassini und INSEE |      |      |      |      |      |      |      |      |

## Sehenswürdigkeiten
- Kirche Saint-Cybard aus dem 11. Jahrhundert, früheres Priorat, Monument historique
- Schloss Le Buchet aus dem Jahre 1484
- Herrenhaus von Gaillard aus dem 15. Jahrhundert

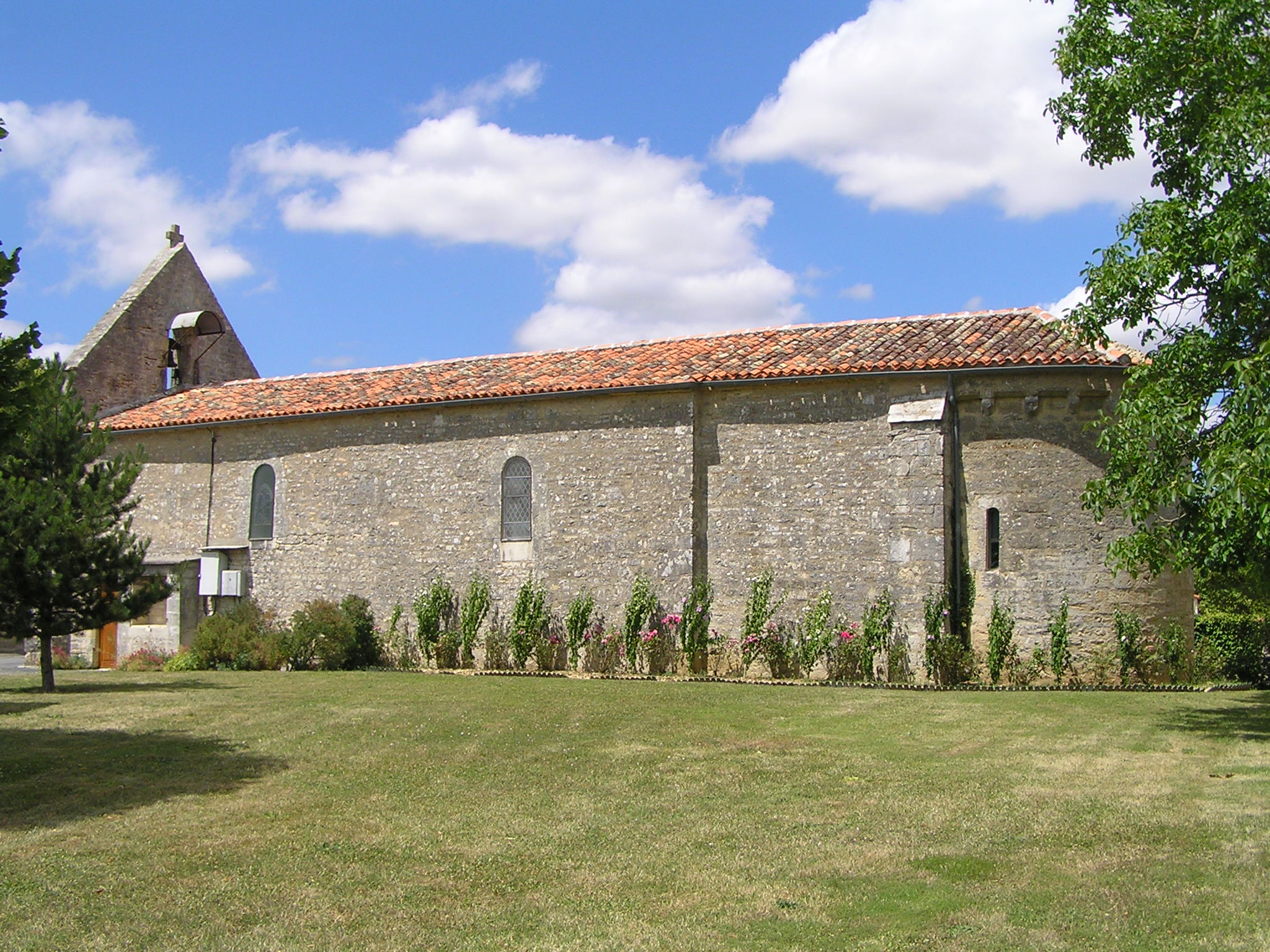
Kirche Notre-Dame

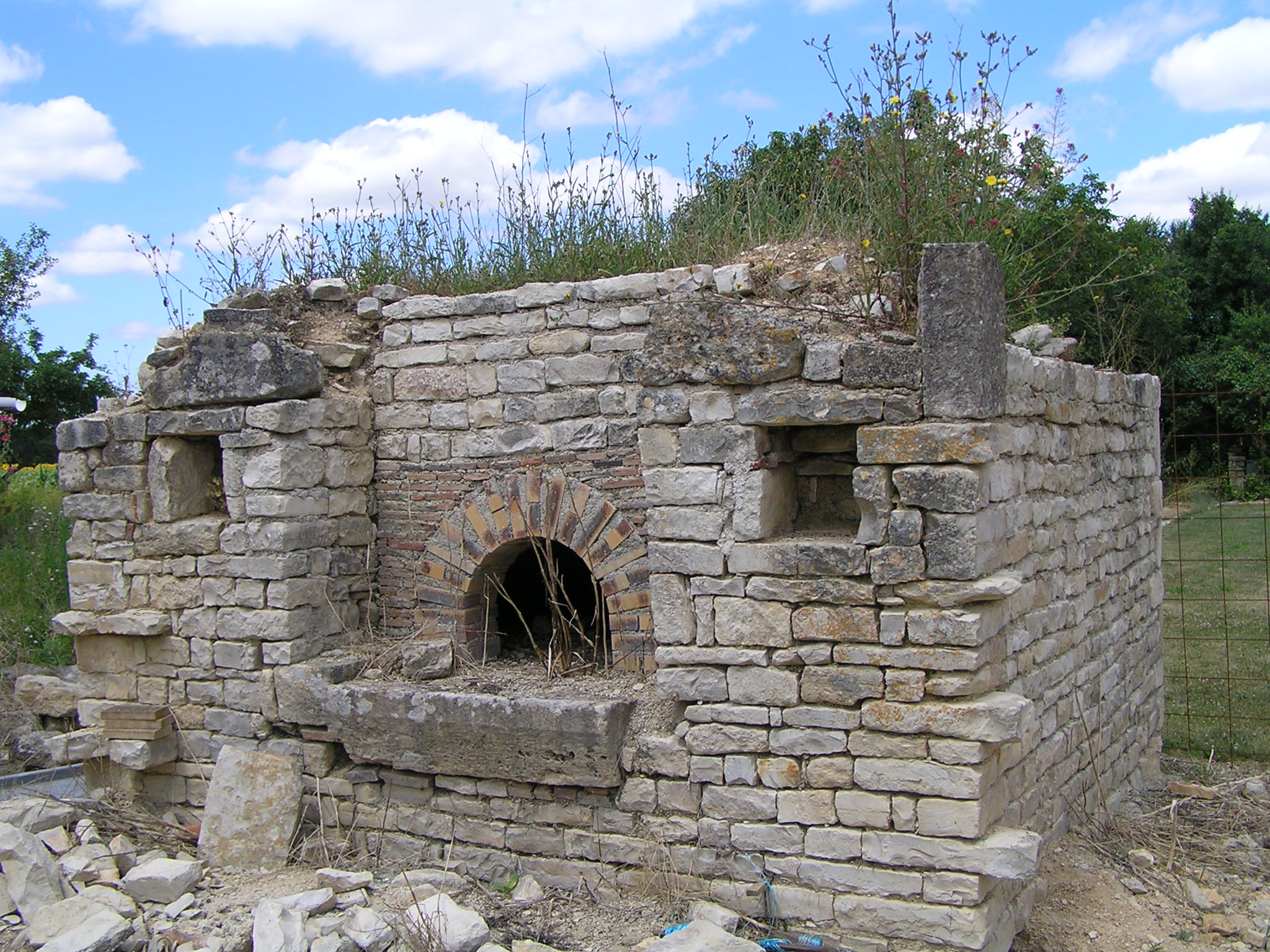
Ehemaliger öffentlicher Brotbackofen

- Mühle von Louraud